# Raffaella Manieri
Raffaella Manieri (* 21. November 1986 in Pesaro) ist eine italienische Fußballspielerin, die seit dem 1. Juli 2020 vereinslos ist und zuletzt zwei Spielzeiten lang dem italienischen Erstligisten AC Mailand angehörte.

## Karriere

### Vereine
Manieri begann mit fünf Jahren bei Arzilla Junior Pesaro, einem Verein aus Santa Maria dell’Arzilla in der Provinz Pesaro und Urbino, mit dem Fußballspielen. Nach sieben Jahren wechselte sie zum Stadtrivalen A.S.D. Pesaro Calcio, den sie nach nur einer Spielzeit wieder verließ. Mit 13 Jahren gehörte sie dem Drittligisten US Vigor Senigallia CF an, für den sie im Alter von nur 14 Jahren ihr Debüt gab. Mit dem Verein, für den sie sechs Spielzeiten absolvierte, erlebte sie 1999/2000 den Aufstieg in die Serie B, 2001/02 in die Serie A2 und 2002/03 in die Serie A. Zur Saison 2005/06 wurde sie vom Zweitligisten ACF Turin verpflichtet, für den sie 17 Ligaspiele bestritt und zwei Tore erzielte. In der Folgesaison – inzwischen in die Serie A aufgestiegen – erzielte sie in 19 Ligaspielen ebenfalls zwei Tore.
2007/08 folgte eine Spielzeit beim ASD CF Bardolino in der sie wegen anhaltenden Verletzungsproblemen nur zehn Ligaspiele bestritt. Von 2008 bis 2013 spielte sie für den sardischen Erstligisten ASD Torres Calcio aus Sassari, mit dem sie vier Meisterschaften und viermal den italienischen Superpokal in Folge gewann. Am 26. August 2013 gab sie ihren Weggang aus Italien bekannt und unterschrieb danach einen Vertrag beim deutschen Bundesligisten FC Bayern München.
Ihr erstes Pflichtspiel für die Bayern bestritt sie für die zweite Mannschaft am 6. Oktober 2013 (3. Spieltag) beim 2:2 im Auswärtsspiel gegen den 1. FFC 08 Niederkirchen. Ihr Bundesligadebüt gab sie am 20. Oktober 2013 (6. Spieltag) beim 2:0-Sieg im Heimspiel gegen Bayer 04 Leverkusen mit Einwechslung für Vanessa Bürki in der 87. Minute. Ihr erstes Bundesligator erzielte sie am 26. April 2015 (21. Spieltag) beim 6:0-Sieg im Auswärtsspiel gegen den Herforder SV mit dem Treffer zum 3:0 in der 67. Minute. Vor dem letzten Saisonspiel am 16. Mai 2016, in dem sie beim 1:1-Unentschieden im Heimspiel gegen die TSG 1899 Hoffenheim mit Einwechslung für Vanessa Bürki in der 75. Minute noch einmal zum Einsatz kam, wurde sie gemeinsam mit Eunice Beckmann, Laura Feiersinger, Jenny Gaugigl, Ricarda Walkling und Fabienne Weber vom Verein verabschiedet. Am 14. Juli 2016 kehrte sie nach Italien zurück und unterschrieb bei ACF Brescia. Nach einer Saison, in der sie 15 Punktspiele bestritt, wechselte sie nach Castello zum USD San Zaccaria, einem Stadtteilverein von Venedig. Nach einer Spielzeit wechselte sie zum AC Mailand, für den sie einmal am 17. November 2018 (7. Spieltag) beim 1:1 im Auswärtsspiel gegen Florentia San Gimignano zum Einsatz kam.

### Nationalmannschaft
Nachdem Manieri für die U-19-Auswahlmannschaft Italiens gespielt hatte, debütierte sie am 1. Juli 2007 für die A-Nationalmannschaft, die in Qinhuangdao im Rahmen des „Good Luck Beijing Tournament“ gegen die Auswahl Mexikos ein 2:2-Unentschieden erzielte.
Ihr erstes Länderspieltor erzielte sie am 8. April 2009 in Kilmarnock, beim 4:1-Sieg im Test-Länderspiel gegen Auswahl Schottlands mit dem Treffer zum zwischenzeitlichen 3:0 in der 72. Minute.
Mit der Mannschaft nahm sie an der vom 23. August bis 10. September in Finnland ausgetragenen Europameisterschaft teil und kam am 25. August 2009 in Lahti, beim 2:1-Sieg gegen die Auswahl Englands im ersten Gruppenspiel zu ihrem einzigen Turnierspiel.
Am 16. Juni 2012 gelangen ihr in Turin, beim 9:0-Sieg gegen Auswahl Mazedoniens im Rahmen der 2. Qualifikationsrunde zur Europameisterschaft 2013 mit dem Treffer zum zwischenzeitlichen 1:0 in der 31. und dem 3:0 in der 46. Minute erstmals zwei Tore in einem Länderspiel.
An der vom 10. bis 28. Juli 2013 in Schweden ausgetragenen Europameisterschaft bestritt sie alle Gruppenspiele und das mit 0:1 verlorene Viertelfinalspiel gegen die Auswahl Deutschlands.

## Erfolge
- Deutsche Meisterin: 2015, 2016
- Italienische Meisterin: 2007/08 (mit der ASD CF Bardolino), 2009/10, 2010/11, 2011/12, 2012/13 (mit der ASD Torres Calcio)
- Italienische Pokalsiegerin: 2011/12 (mit der ASD Torres Calcio)
- Italienische Supercupsiegerin: 2008 (mit der ASD CF Bardolino), 2010, 2011, 2012, 2013 (mit der ASD Torres Calcio)